# Lasioglossum emirnense
Lasioglossum emirnense är en biart som först beskrevs av Raymond Benoist 1955.  Lasioglossum emirnense ingår i släktet smalbin, och familjen vägbin. Inga underarter finns listade i Catalogue of Life.